# Ferrovia del passo del Forno
La ferrovia del passo del Forno è una linea ferroviaria mai realizzata che doveva collegare l'alta val Venosta con la bassa Engadina attraverso il passo del Forno. Nel corso del tempo furono presentati vari progetti, ma nessuno di essi fu mai realizzato.

## Primo progetto: linea per l'Adriatico
Il primo progetto per un collegamento ferroviario tra Zernez e Malles Venosta risale al 1895 e fu presentato da Adolf Guyer-Zeller, costruttore della Jungfraubahn e presidente della Nordostbahn (NOB). All'epoca non esistevano ancora collegamenti ferroviari né sul versante svizzero né su quello venostano: sarebbero stati realizzati solo anni più tardi e rispettivamente nel 1903 (ferrovia Retica) e nel 1906 (ferrovia Merano-Malles). Il progetto di Guyer-Zeller si inseriva in una visione più ampia che aveva lo scopo di collegare la Svizzera con Trieste attraverso le Alpi.
La ferrovia da lui pensata aveva uno scartamento standard e il tracciato, proveniente dall'alta Engadina, a Zernez curvava salendo per il passo del Forno. Con un tunnel di valico di 10,2 km si raggiungeva la val Monastero. Tramite tre tunnel elicoidali veniva vinta la forte pendenza del versante orientale e la ferrovia proseguiva per Malles e quindi per Merano. A causa della morte di Guyer-Zeller sopraggiunta nel 1899 e degli alti costi, questo progetto non fu mai realizzato.

## Secondo progetto: linea a scartamento ridotto
Dopo la costruzione nel 1906 della ferrovia Merano-Malles, tornò alla ribalta l'idea di un collegamento con l'Engadina. La società di gestione della ferrovia, insieme alle amministrazioni dei comuni di Merano e Bolzano, chiesero il rilascio di una concessione per la costruzione di una linea ferroviaria a scartamento ridotto che attraversasse il passo del Forno. La concessione fu rilasciata solo nel 1909 dopo molti ritardi da parte dell'amministrazione svizzera. I lavori stentarono però a partire anche perché ancora nel 1911 si discuteva se fosse meglio che la ferrovia iniziasse a Malles o a Sluderno. Le prospettive economiche per un progetto del genere erano però rosee perché fino al 1925 nel cantone dei Grigioni era in vigore una legge che vietava il transito di automobili private e quindi c'era una notevole richiesta di trasporto pubblico. Con l'inizio della prima guerra mondiale e il passaggio dell'Alto Adige all'Italia, il progetto venne definitivamente abbandonato.

## Terzo progetto: linee moderne
Nel 2005 la riapertura della ferrovia Merano-Malles ebbe un grande successo: rinacque così l'idea di un collegamento tra Engadina e Venosta anche a scopo turistico. Nel 2006 fu elaborato uno studio finanziato dal progetto europeo Interreg-III-A che analizzava i costi/benefici di cinque possibili tracciati:
- Malles - Scuol diretto
- Malles - Nauders - Scuol
- Malles - Valchava - Zernez
- Malles - Valchava - Livigno - Zernez

Data la difficile orografia dei luoghi, in tutti i casi la maggior parte del percorso sarebbe stato in galleria e, quindi, la trazione sarebbe stata elettrica, vista la lunghezza dei tunnel. Lo studio non faceva una preferenza tra scartamento standard o ridotto, considerati simili dal punto di vista della complessità tecnica. I costi totali delle soluzioni andavano da 980 milioni di franchi svizzeri a 1,73 miliardi a seconda della lunghezza e complessità del tracciato, mentre il tempo di realizzazione sarebbe stato tra gli 8 e i 14 anni.
Nel 2013 fu elaborato un'ulteriore studio che approfondiva l'analisi costi/benefici su tre di questi collegamenti. Lo studio, finanziato nell'ambito del progetto europeo Interreg-IV, concludeva come il costo (almeno 1 miliardo di euro) era troppo alto per l'utilità del progetto.